# Mauser SP66
Il Mauser SP66 è un fucile di precisione sul quale per la prima volta è stato adottato il sistema Mauser di armamento a corsa corta dell'otturatore girevole-scorrevole. Ciò si è ottenuto mediante lo spostamento della leva di comando immediatamente dietro i due tenoni di chiusura.

## Caratteristiche tecniche
La canna, ottenuta mediante rotomartellatura a freddo, risulta del 15% più lunga rispetto a quelle dei fucili concorrenti di medesime dimensioni, in quanto tutto lo spazio che l'otturatore a corsa corta consente di risparmiare viene impiegato a favore del più importante elemento di un fucile di precisione: la canna, appunto.
Il caricatore, una semplice vaschetta con sistema di sollevamento simile a quello presente nel Garand, è posta al di sotto dell'otturatore ed è integrata al fucile stesso. Può contenere solo 3 colpi, che con quello eventualmente già presente in canna, porta l'arma ad un'autonomia complessiva di soli 4 colpi. Molti tiratori preferiscono camerare manualmente ogni singola cartuccia piuttosto che utilizzare il poco capiente caricatore a disposizione.
Sulla volata della canna, nella sola versione militare, è presente uno spegnifiamma/freno di bocca molto efficace.
L'ottica, nella versione militare, è supportata da una slitta a incastro, parte integrante del castello dell'otturatore, cosa che consente una particolare solidità e rigidità del fucile rispetto agli organi di mira.
Le ottiche in dotazione sono due: una classica 1.5-6 x 40 Zeiss con reticolo cross air, o in alternativa un sistema di visione notturna, del quale il fucile può essere equipaggiato in pochi istanti grazie alla rapidità nell'operare sulla slitta.

## Uso militare e civile
L'arma è molto diffusa per uso venatorio e presenta versioni nei due calibri da caccia .300 magnum e .308 Winchester.
La versione militare è denominata "sp", presenta una calciatura molto diversa da quella classica ed è calibrata per la cartuccia 7,62 × 51 mm.
Il fucile, ha peraltro equipaggiato i reparti di tiratori scelti dei Carabinieri e risulta ancora operativo, anche se in via di sostituzione da parte del nuovo AWP (Arctic Warfare Police) Accuracy International di origine e derivazioni inglesi.
Arma molto durevole e affidabile, in passato ha equipaggiato i tiratori del nord Europa, in quanto grazie alle caratteristiche tecniche del gruppo di sparo e alle proporzioni dell'impugnatura (molto ampia, con foro per il pollice e piede del grilletto ampio quasi un centimetro, in unione ad una leva di armamento maggiorata), che ne consente un impiego anche con le mani coperte dai guanti, è risultato idoneo per le condizioni climatiche di tali zone.
Gli esemplari per uso civile, vista la grande diffusione, hanno prezzi contenuti e abbordabili per chi voglia cimentarsi nell'uso di quest'arma in attività venatorie o sportive. La versione militare invece, che inizia solo ora ad avere un mercato civile grazie all'uscita dagli arsenali, continua ad essere rara e ad avere costi molto alti.